# Hjalmar Westerlund
Denna artikel handlar om arkitekten. För författaren se Hjalmar Westerlund (författare).
Hjalmar Ludwig Westerlund, född den 30 december 1872 i Ronneby, död 5 februari 1946, var en svensk arkitekt. 
Westerlund projekterade ett 40-tal byggnader i Stockholm.Bland Westerlunds verk finns nöjesetablissemang Fenixpalatset på Adolf Fredriks kyrkogata som invigdes 1912 och kontorsfastigheten Hästhuvudet 13 i korsningen Sveavägen/Kungsgatan som han ritade tillsammans med Sven Wallander. Flera av Värtaverkets byggnader som uppfördes 1905-1907 är sannolikt ritades av Westerlund.
Westerlund ritade ett också ett antal bostadshus i Stockholm, bland annat var han flitigt anlitad när kvarteren norr om Runebergsgatan i Eriksbergsområdet exploaterades under i huvudsak 1920-talet. Ett par av de hus som Westerlund ritade finns på Karlavägen 24-30. Bland Westerlunds övriga bostadshus i Stockholm finns Degeln 1 på Sankt Eriksgatan som uppfördes 1910-12.

## Verk i urval
| Bild    | Huvudartikel Fastighet                                         | Gata                                      | Byggår    |
| ------- | -------------------------------------------------------------- | ----------------------------------------- | --------- |
| Aspen 3 | Aspen 3                                                        | Karlavägen 28/Ordenstrappan 4             | 1923-24   |
|         | Aspen 4                                                        | Karlavägen 30                             | 1923-24   |
| Aspen 5 | Aspen 5                                                        | Runebergsgatan 9-11                       | 1923-25   |
|         | Aspen 7                                                        | Eriksbergsgatan 18                        | 1923-24   |
|         | Aspen 8                                                        | Eriksbergsgatan 20 / Ordenstrappan 2      | 1923-24   |
|         | Degeln 1                                                       | Sankt Eriksgatan 89                       | 1910-12   |
|         | Fenix 2                                                        | Drottninggatan 71                         | 1913-14   |
|         | Furan 4                                                        | Karlavägen 24                             | 1922-23   |
|         | Furan 5                                                        | Karlavägen 26/Ordenstrappan 3             | 1923      |
|         | Grönland större 7 och 10/ Fenixpalatset                        | Adolf Fredriks kyrkogata 10/Wallingatan 3 | 1912      |
|         | Fersenska terrassen 2                                          | Arsenalsgatan 9                           | 1905-1906 |
|         | Flugsnapparen 8                                                | Bragevägen 12 / Odengatan 17              | 1915-17   |
|         | Gardisten 5                                                    | Storgatan 59                              | 1913-14   |
|         | Gjutaren mindre 2 (ritningarna ändrade av Cyrillus Johansson). | Sankt Eriksgatan 80, Sankt Eriksplan 6    | 1913-15   |
|         | Gråberget 25                                                   | Folkungagatan 55                          | 1931      |
|         | Hästhuvudet 13                                                 | Sveavägen/Kungsgatan                      | 1919      |
|         | Kakelugnen 7                                                   | Torsgatan 55                              | 1913      |
|         | Muraren 9                                                      | Birger Jarlsgatan 71                      | 1914-16   |
|         | Neptunus 26                                                    | Storgatan 29                              | 1935-36   |
|         | Näktergalen 27                                                 | Rådmansgatan 11                           | 1922-22   |
|         | Postsäcken 4                                                   | Wollmar Yxkullsgatan 42                   | 1927-28   |
|         | Postsäcken 11                                                  | Wollmar Yxkullsgatan 38                   | 1927      |
|         | Rönnen 2                                                       | Rådmansgatan 25 / Lodgatan 4,             | 1923-24   |
|         | Rönnen 3                                                       | Rådmansgatan 23                           | 1922-22   |
|         | Rönnen 5                                                       | Rådmansgatan 19                           | 1923-24   |
|         | Skatan 9                                                       | Östermalmsgatan 4                         | 1914-16   |
|         | Skatan 11                                                      | Bragevägen 9–11                           | 1915      |
|         | Smeden 2                                                       | Birger Jarlsgatan 65 / Kungstensgatan 10  | 1912      |
|         | Trumslagaren 9                                                 | Värtavägen 6                              | 1913-18   |